# Quimbaya

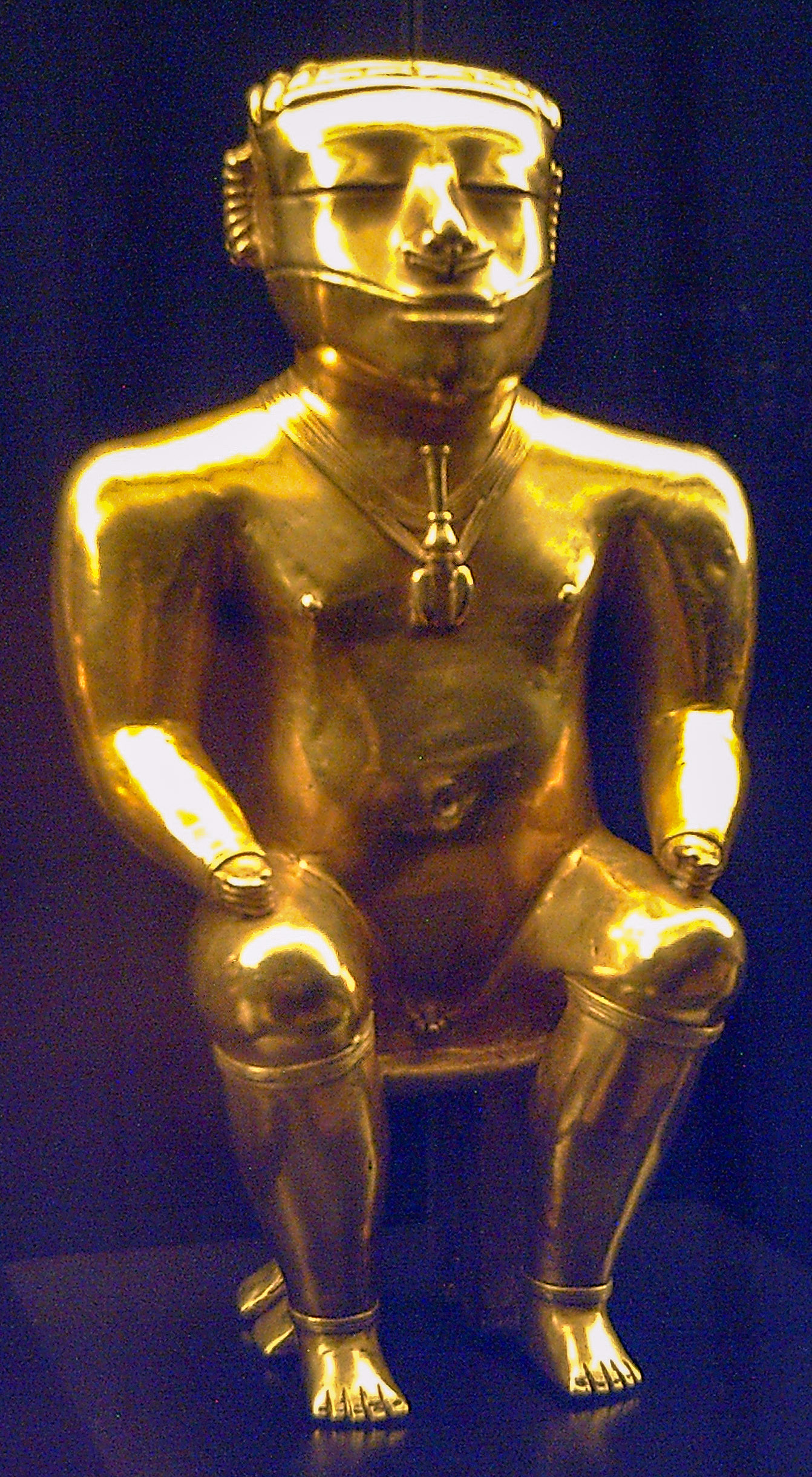
Tượng người Quimbaya cacique ngồi trên ghế đẩu, trong Bảo tàng châu Mỹ (Madrid, Tây Ban Nha)

Quimbaya là một khu tự quản thuộc tỉnh Quindío, Colombia. Thủ phủ của khu tự quản Quimbaya đóng tại Quimbaya. Khu tự quản Quimbaya có diện tích 127 ki lô mét vuông. Đến thời điểm ngày 28 tháng 5 năm 2005, khu tự quản Quimbaya có dân số 31849 người. Văn minh được Quimbaya chú ý vì các tác phẩm làm từ vàng của họ được đặc trưng bởi độ chính xác về mặt kỹ thuật và thiết kế chi tiết. Phần lớn các tác phẩm vàng được làm bằng hợp kim tumbaga, với 30% đồng, mang lại tông màu có ý nghĩa cho từng mảnh.

## Lịch sử

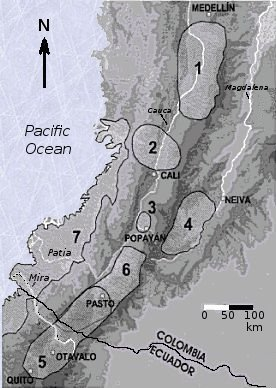
Các nền văn hóa tiền Colombia ở Tây Nam Colombia. Văn hóa Quimbaya được đánh dấu bằng số 1

Người Quimbaya sinh sống tại các khu vực tương ứng với các khu hiện đại của Quindío, Caldas và Risaralda ở Colombia, xung quanh thung lũng Sông Cauca. Không có dữ liệu rõ ràng về thời điểm thành lập ban đầu; dự đoán được cho là gần giống nhất hiện nay là vào khoảng thế kỷ 1 trước Công nguyên. Tên "quimbaya" đã trở thành một thuật ngữ chung truyền thống để chỉ nhiều sản phẩm và đồ vật được tìm thấy trong khu vực địa lý này, ngay cả khi chúng không đến từ cùng một nhóm dân tộc và từ các thời đại khác nhau.
Người Quimbaya đạt đến đỉnh cao trong khoảng thời gian từ thế kỷ thứ 4 đến thế kỷ thứ 7 sau công nguyên, được gọi là The Quimbaya Classic. Văn hóa là tác phẩm tiêu biểu nhất đến từ thời kỳ này, một dạng poporo được gọi là Poporo Quimbaya, được trưng bày tại Bảo tàng Vàng Bogotá.Các thiết kế thường xuyên nhất trong các tác phẩm nghệ thuật là mang hình dáng như người, mô tả những người đàn ông và phụ nữ ngồi nhắm mắt và biểu cảm điềm đạm, cũng như nhiều loại trái cây và hình thức của poporo.
Hầu hết các đồ vật được lấy ra là một phần của lễ vật tang lễ, được tìm thấy bên trong quan tài làm bằng thân cây rỗng. Vàng tượng trưng cho một thứ kim loại thiêng liêng và tấm hộ chiếu cho thế giới bên kia. Vào khoảng thế kỷ thứ 10, nền văn hóa Quimbaya đã biến mất hoàn toàn do hoàn cảnh không rõ; các nghiên cứu về các hạng mục khảo cổ chỉ ra sự phát triển văn hóa tiên tiến và cấu trúc chính trị của cacicazgo với các nhóm riêng biệt dành riêng cho đồ gốm, tôn giáo, thương mại, chế tác vàng và chiến tranh.

## Hình ảnh

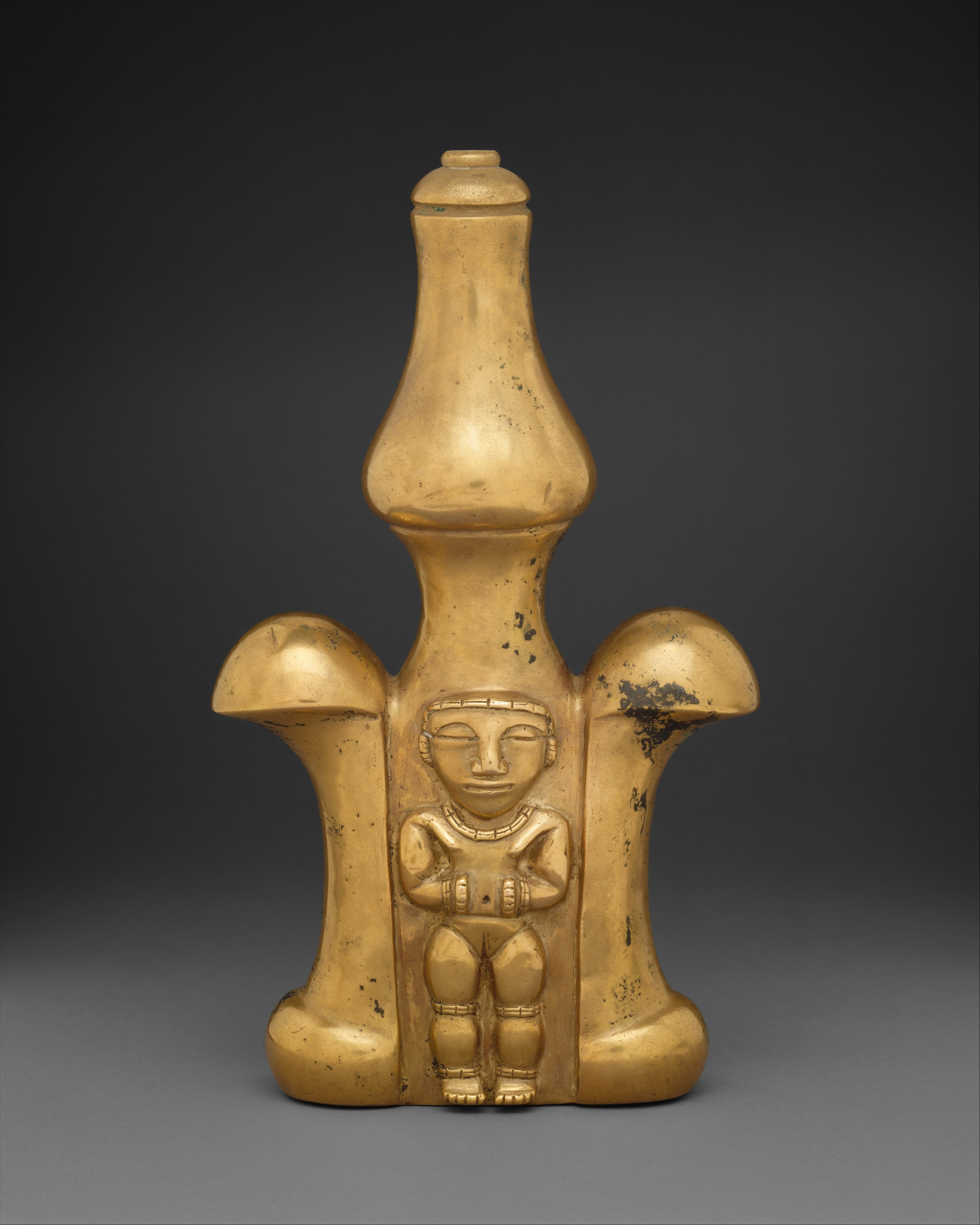
Thùng chứa vôi (poporo); Thế kỷ 1 - 7; vàng; cao: 22,9, rộng: 13,3 cm; Bảo tàng Nghệ thuật Metropolitan (Thành phố New York), New York)
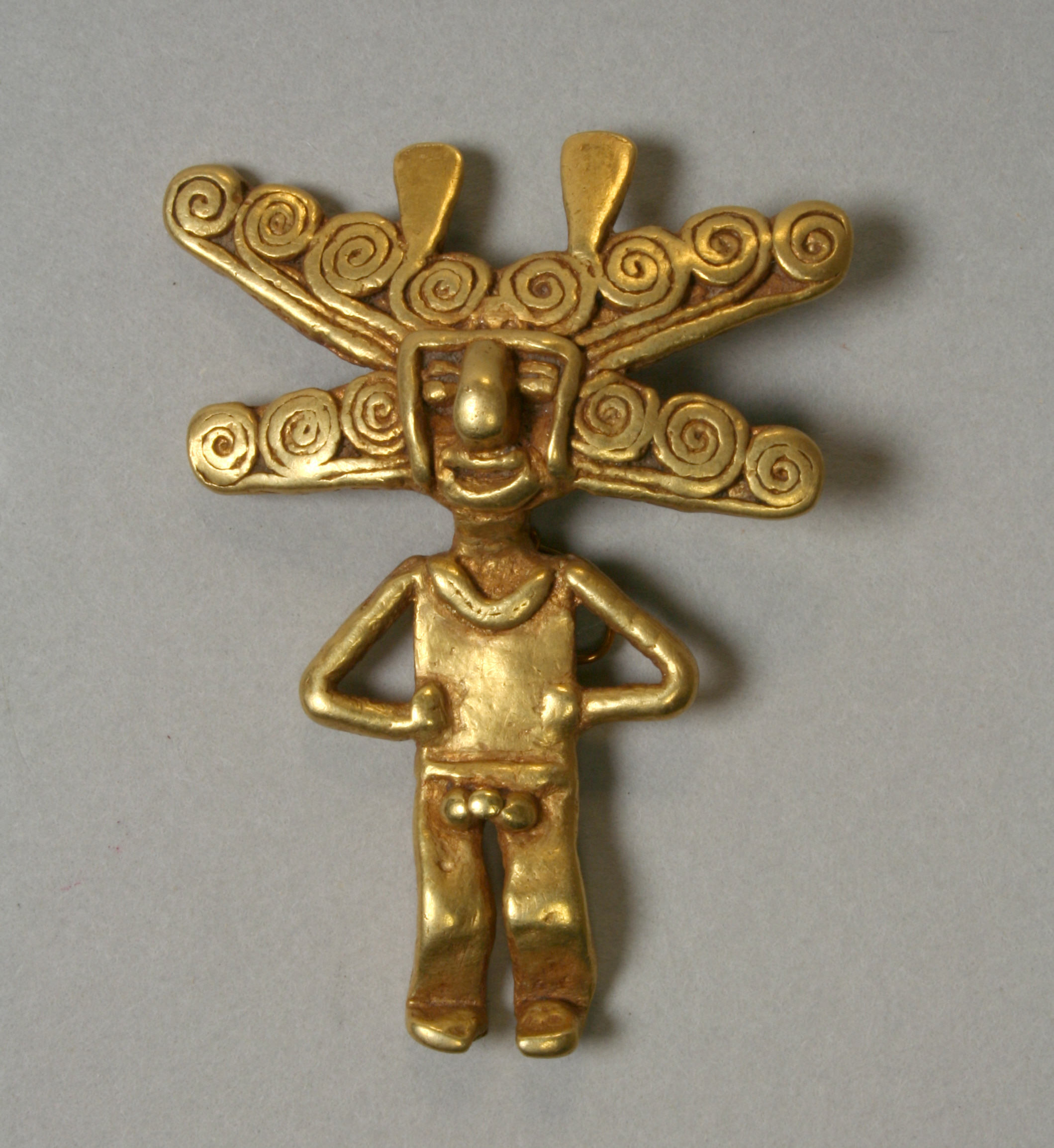
Mặt dây chuyền hình người; Thế kỷ 5 - 10; vàng; cao: 4,4 cm, rộng: 3,5 cm; Bảo tàng Nghệ thuật Metropolitan (Thành phố New York, New York)
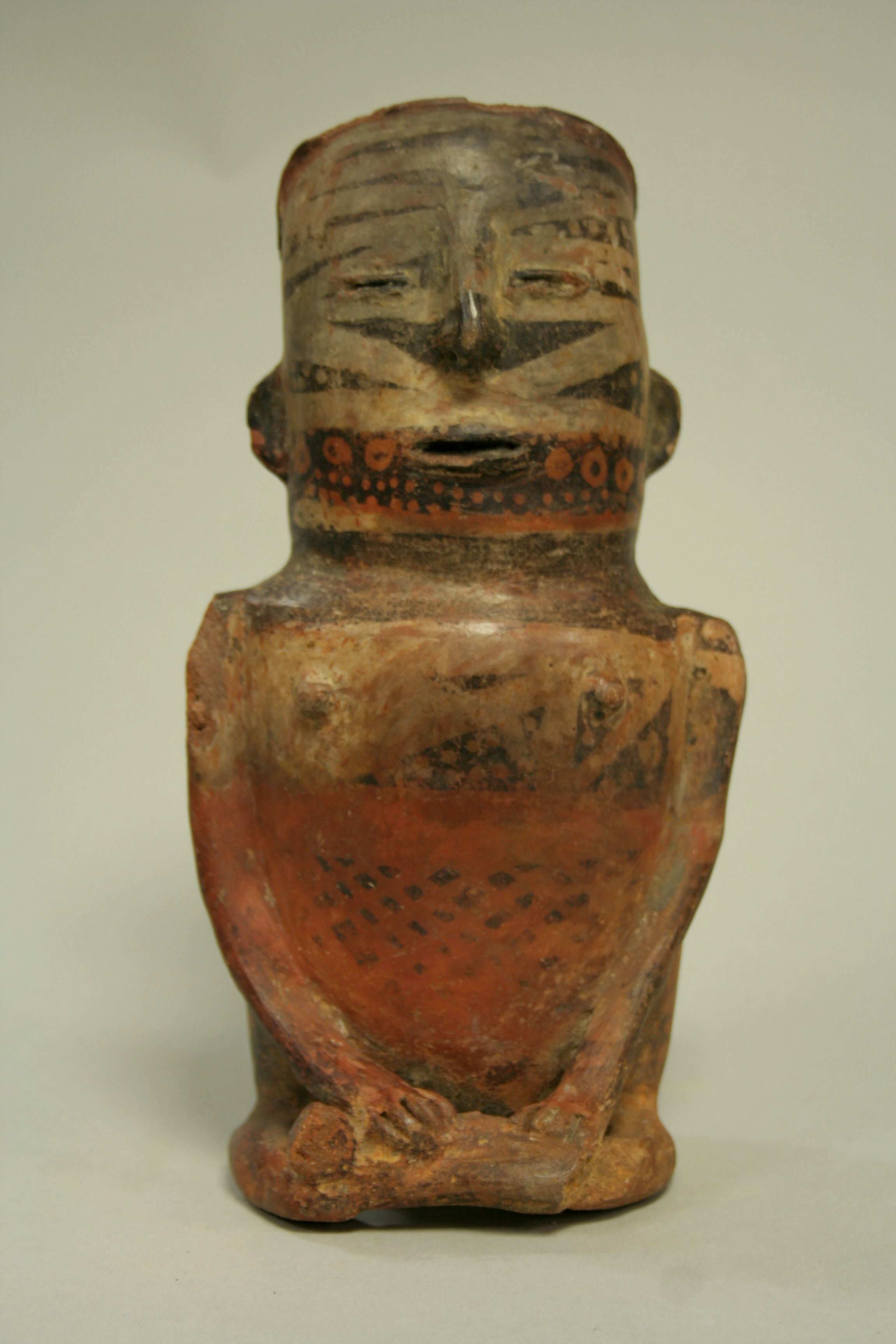
Hình dáng giống chiếc tàu; Thế kỷ 9 - 14; gốm sứ; cao: 23,1 cm; Bảo tàng Nghệ thuật Metropolitan (Thành phố New York, New York)
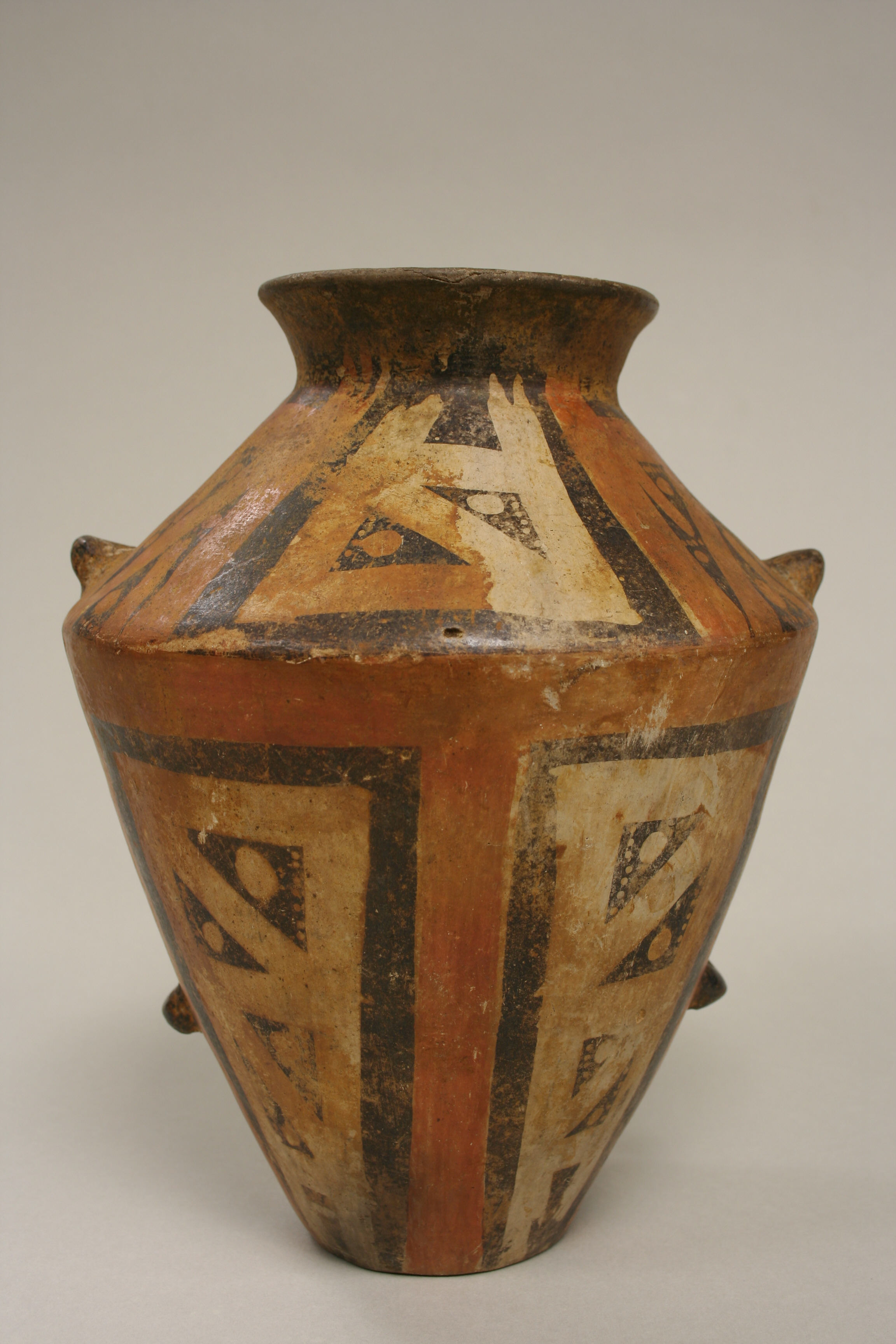
Hũ trang trí hoa văn hình học; Thế kỷ 9 - 14; gốm sơn; cao: 23,8 cm; Bảo tàng Nghệ thuật Metropolitan (Thành phố New York, New York)
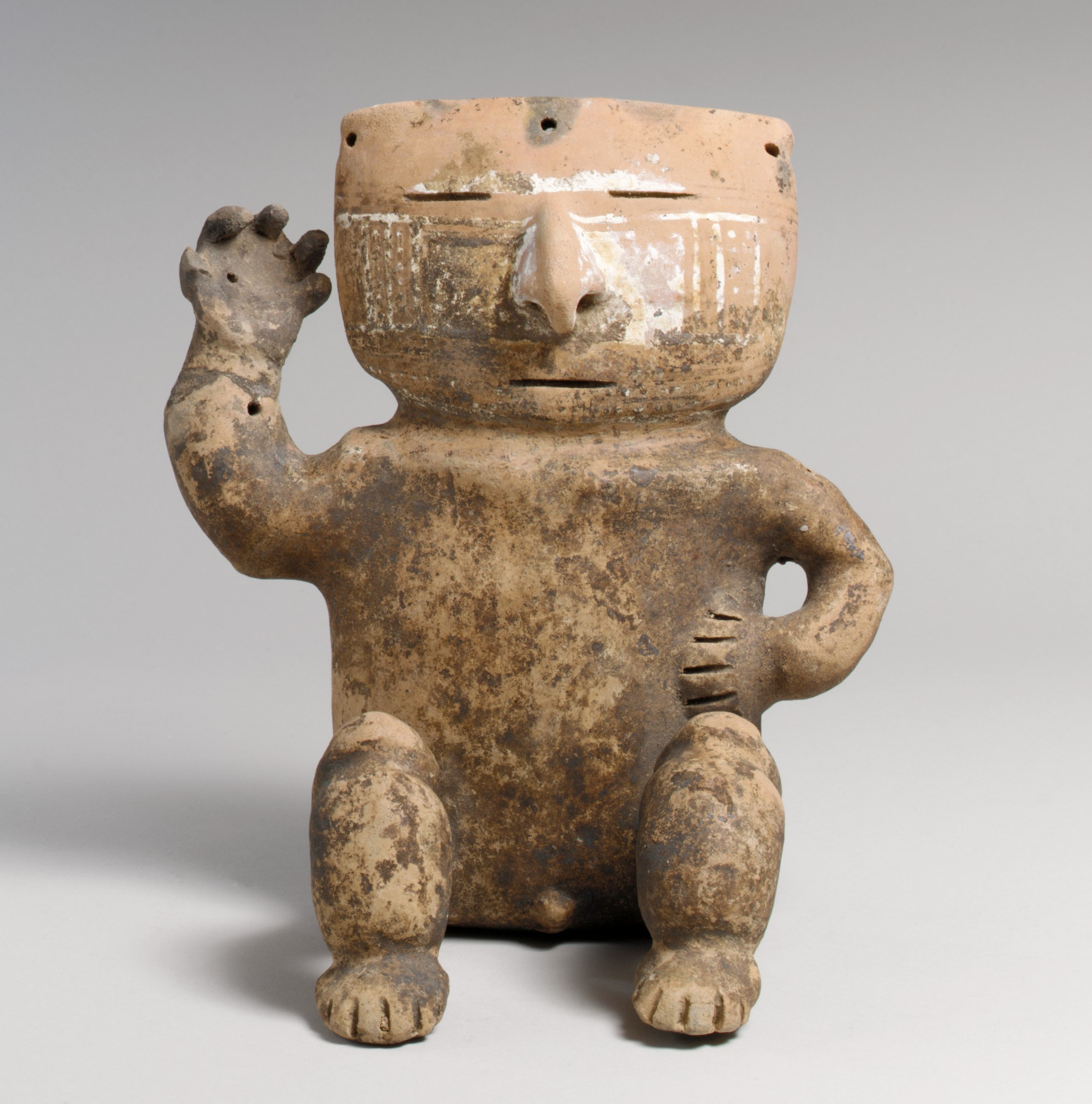
Dáng ngồi; Thế kỷ 13 - 15; gốm: cao: 22,9, rộng: 21 cm; Bảo tàng Nghệ thuật Metropolitan (Thành phố New York, New York)
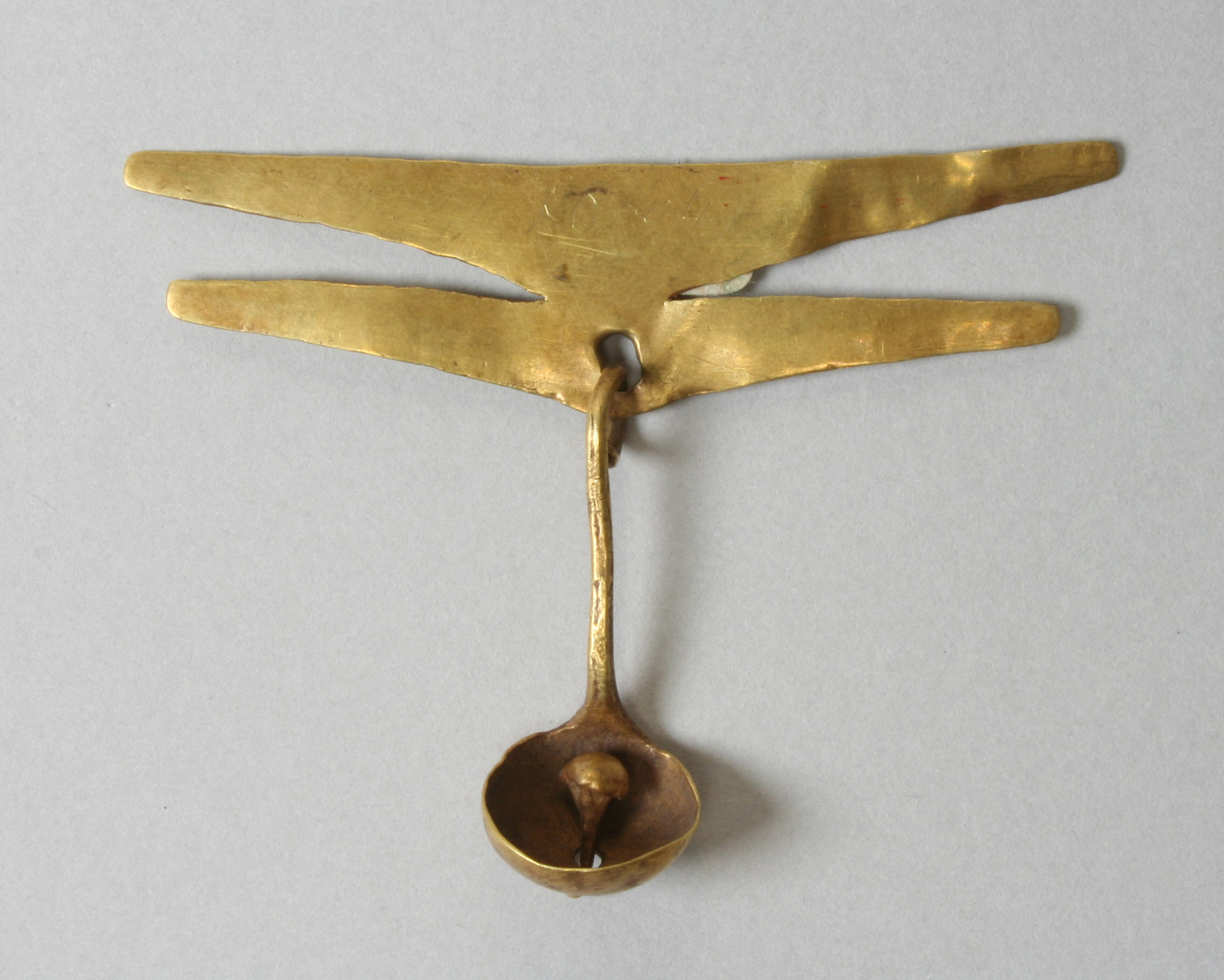
Vật trang trí; Thế kỷ 13 - 16; vàng rèn; tổng thể: 4,45 x 6,35 cm; Bảo tàng Nghệ thuật Metropolitan (Thành phố New York, New York)
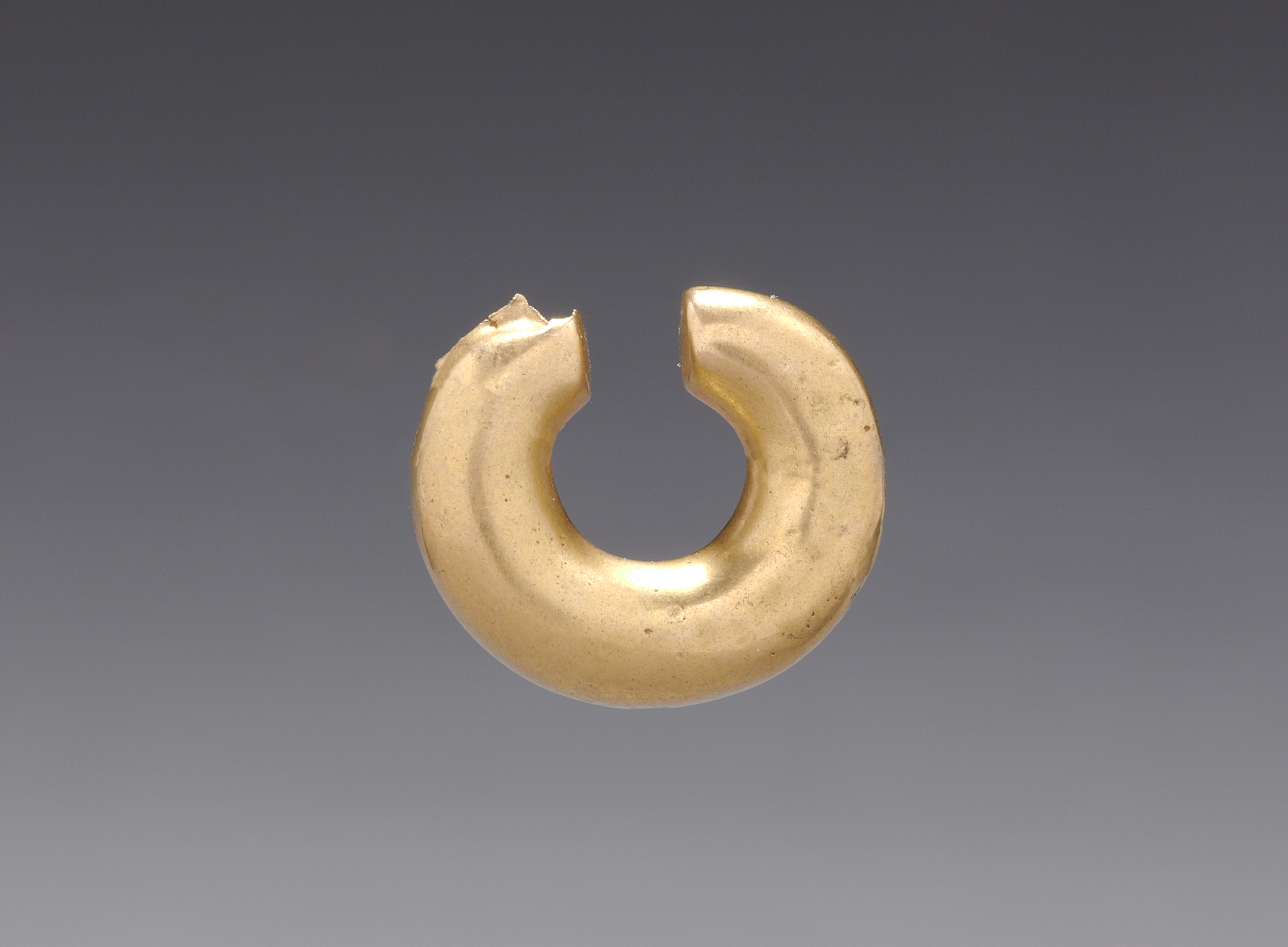
Vòng mũi, một loại trang sức phổ biến trong Thời kỳ tiền Colombia của Colombia; trước năm 1550; vàng; tổng thể: 1,8 x 2,2cm; Bảo tàng Nghệ thuật Cleveland (Cleveland, Ohio)
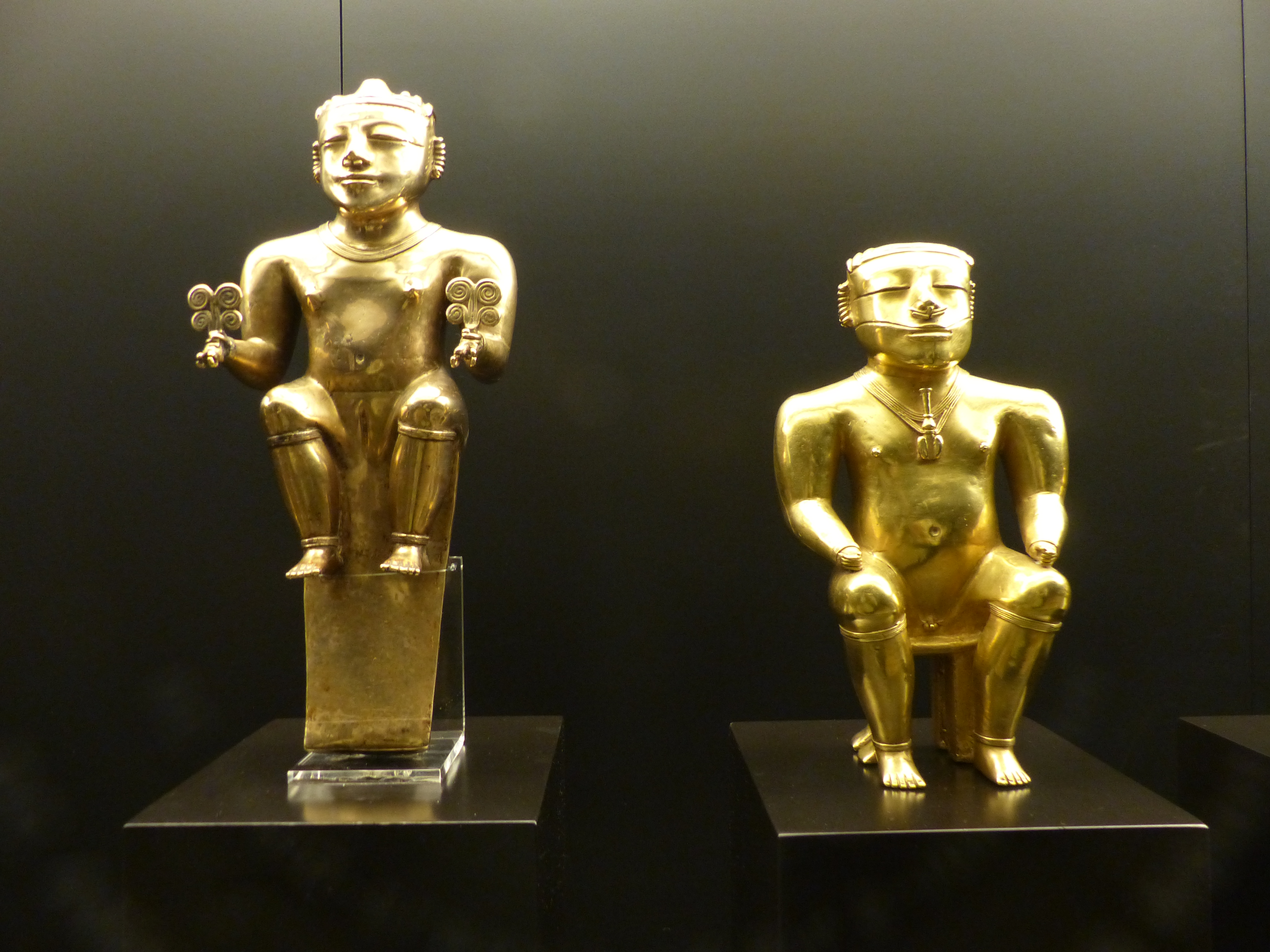
Hai bức tượng caciques ngồi trên ghế đẩu; Bảo tàng Châu Mỹ (Madrid, Tây Ban Nha)